# La Roche-en-Brenil
La Roche-en-Brenil è un comune francese di 927 abitanti situato nel dipartimento della Côte-d'Or nella regione della Borgogna-Franca Contea.

## Società

### Evoluzione demografica
Abitanti censiti